# الدوري الإيرلندي لكرة السلة
الدوري الإيرلندي لكرة السلة هو دوري كرة سلة للمحترفين في جمهورية ايرلندا تأسس في 1999 يلعب فيه 10 فريقاً. يعتبر فريق دارت كيليستير هو الأكثر تتويجا باللقب.

## أبرز الفرق
- دارت كيليستير

## وصلات خارجية
- الموقع%20الإلكتروني